# Ostracoberyx fowleri
Ostracoberyx fowleri är en fiskart som beskrevs av Matsubara, 1939. Ostracoberyx fowleri ingår i släktet Ostracoberyx och familjen Ostracoberycidae. Inga underarter finns listade i Catalogue of Life.